# Aeródromo de El Tiétar
El Aeródromo de El Tiétar, también llamado Aeródromo de La Iglesuela, se encuentra en el término municipal de La Iglesuela del Tiétar, en la provincia de Toledo, España. 
Los terrenos en los que se encuentra el aeródromo son propiedad del Ayuntamiento de la Iglesuela del Tiétar.
El aeródromo fue utilizado por la aviación franquista durante la guerra civil española, y aún se pueden encontrar en las cercanías del campo las ruinas de al menos 5 refugios antiaéreos, 3 nidos de ametralladoras, polvorines y varios hangares de gran tamaño. Durante esa época era conocido como "Campo Delta" o "Aeródromo de Casavieja".
A partir del año 1978 este campo de aviación fue cedido por el ayuntamiento de La Iglesuela del Tiétar, durante 30 años, a la empresa "Aeronáutica del Tietar", que fue la que realizó las obras necesarias para su reconstrucción, llevando la acometida de luz, reasfaltando la pista original, instalando una bomba de combustible y construyendo los primeros hangares, cafetería, oficinas etc. Esta empresa mantuvo durante varios años una escuela de pilotos.
Posteriormente la empresa Hispánica de Aviación SA, operadora de lucha contra incendios y emergencias con helicópteros, mantuvo la concesión del aeródromo hasta el año 2017, año en que fue adquirida por el grupo FAASA y trasladados sus medios a otros aeródromos. 
Actualmente, su gestor concesionario demanial (BLUE SKY AVIATION) se encuentra en proceso de desahucio, acordado en Pleno de fecha 2 de diciembre de 2022, por incumplimientos varios de su contrato de licitación firmado en 2018. 
Tienen también base en este aeródromo una patrulla de helicópteros del BRIF(Brigada Refuerzo a Incendios Forestales) del Ministerio de Medio Ambiente, el Aeroclub del Tiétar, así como otros operadores de aviación recreativa y UAS (aeronaves no tripuladas).

## Características

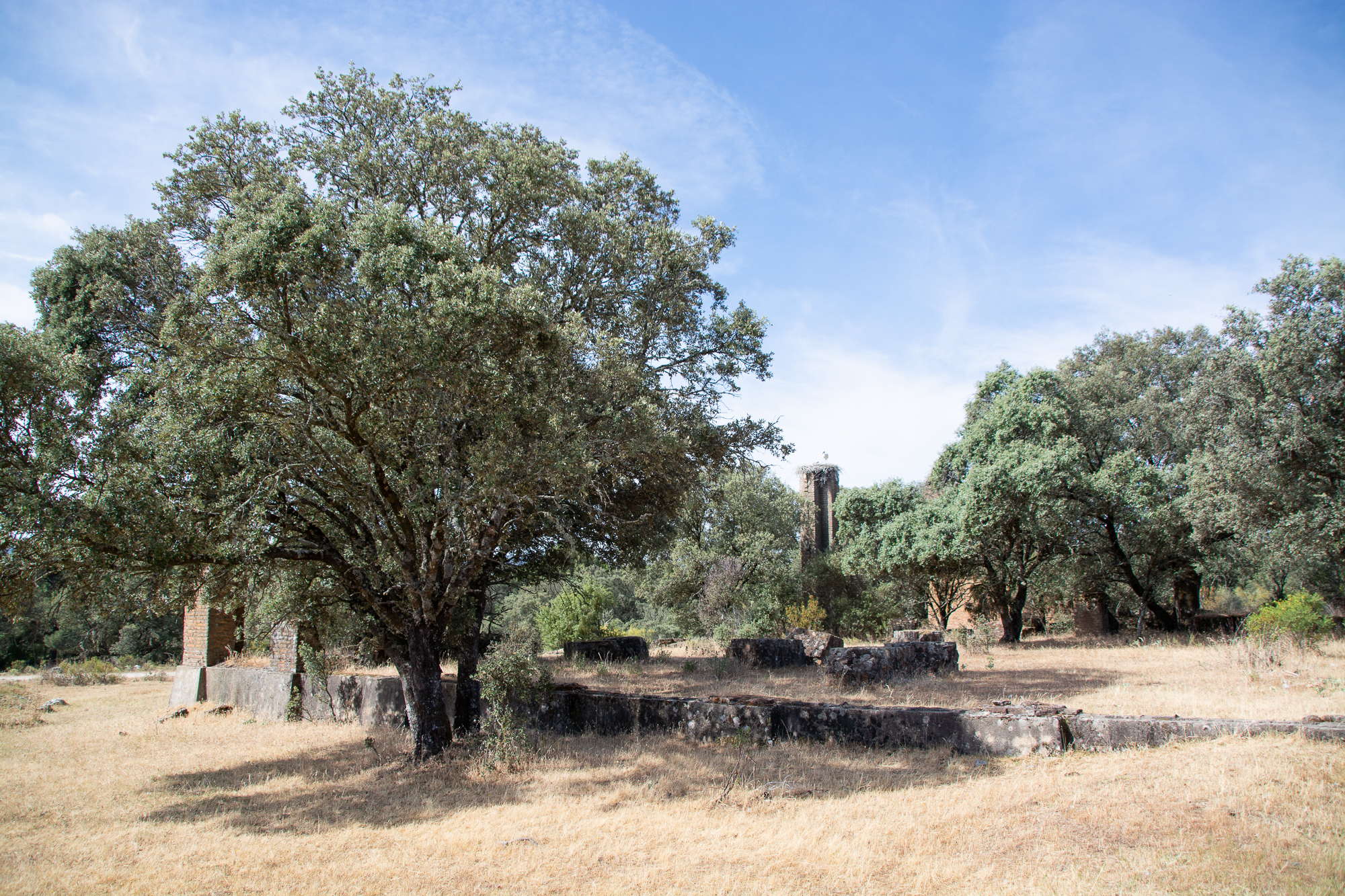
Restos los hangares del aeródromo durante la guerra civil española

Está situado a 420 m de elevación (40°14′46″ N ; 4°47′29″ O), a 14 km por carretera de la localidad de La Iglesuela del Tiétar. Se accede por la carretera CL-501, en el km 37. Su código OACI es LETI. Tiene una pista asfaltada con una longitud de 985 m y un ancho de 18 m. Está orientada rumbo 04/22. 